# Mike Sifringer
Mike Sifringer (ur. 11 maja 1965) – niemiecki muzyk, kompozytor i gitarzysta. Od 1982 roku członek zespołu Destruction, którego był współzałożycielem. W 2011 roku wystąpił gościnnie na albumie Into the Black formacji Godslave. Naukę gry na gitarze rozpoczął na krótko przed powstaniem zespołu Destruction. Wśród wykorzystywanego przez muzyka instrumentarium znajdują się gitary firmy Gibson i Dean oraz wzmacniacze Engl.

## Dyskografia
- Fear My Thoughts - Vulcanus (2007, gościnnie)
- Godslave - Into the Black (2011, gościnnie)
- Manic Depression - Box of Lies (2012, gościnnie)